# Ualabi rupestre de cua anellada
El ualabi rupestre de cua anellada (Petrogale xanthopus) és una espècie de macropòdid, la família de marsupials que inclou els cangurs, els ualabis, els cangurs arborícoles i altres. El ualabi rupeste de cua anellada és de color marró grisós, amb una cua amb anells grocs, el ventre blanc, avantbraços grocs i potes grogues. Un adult madur mesura 60 cm d'alçada i pesa 7-13 kg.